# 테테파레섬

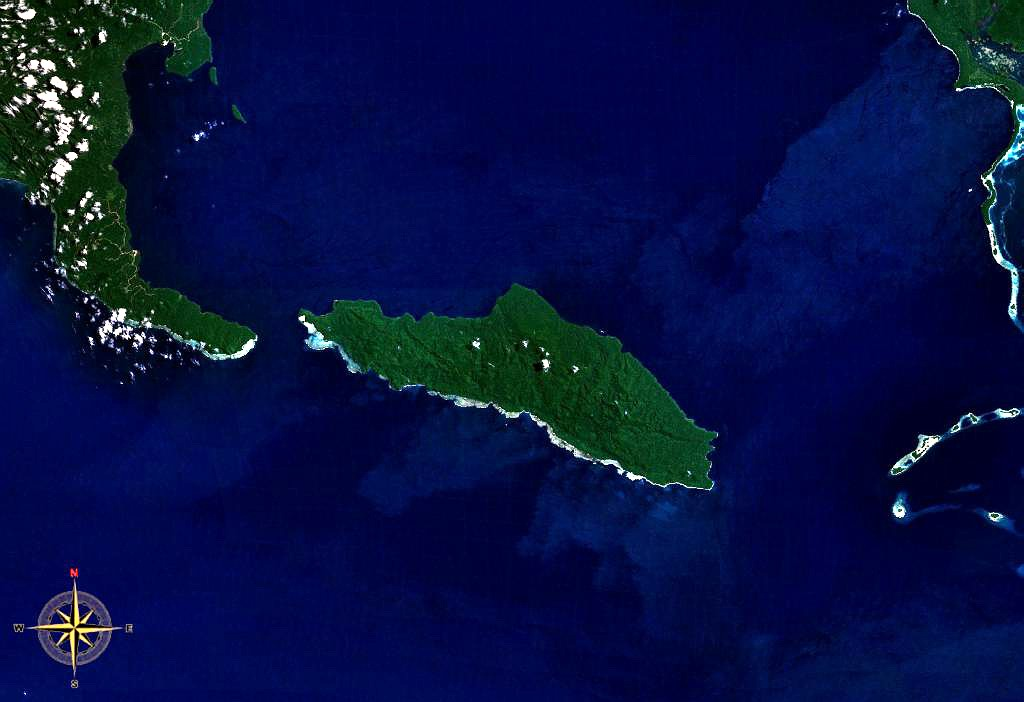
우주에서 본 테테파레섬

테테파레섬(Tetepare Island)는 솔로몬 제도의 섬으로, 남태평양에서 가장 큰 무인도이다. 면적은 118km2이며 행정 구역상으로는 서부주에 속한다. 섬 전체는 열대 우림에 뒤덮여 있으며 서쪽으로는 렌도바섬, 동쪽으로는 솔로몬해와 접한다.